# Ford Genk
Ford Genk ou Genk Body & Assembly était une usine d’assemblage automobile du constructeur américain Ford située à Genk au Limbourg en Belgique. Elle est fermée en 2014 et sa production est reprise par l’usine Ford Valencia Body & Assembly.

## Modèles assemblés
| Imager | Model                    | Years     | Number    |  | Image | Model           | Years     | Number    |
| ------ | ------------------------ | --------- | --------- |  | ----- | --------------- | --------- | --------- |
|        | Ford Taunus P4 12M       | 1963-1966 | 314.270   |  |       | Ford Mondeo II  | 1996-2000 | 1.200.069 |
|        | Ford Taunus P5 17M       | 1965-1966 | 13.765    |  |       | Ford Transit VI | 2000-2004 | 384.238   |
|        | Ford Transit II/III/IV/V | 1965-2000 | 1.857.635 |  |       | Ford Mondeo III | 2000-2007 | 1.418.515 |
|        | Ford Taunus P6 12M/15M   | 1966-1970 | 518.602   |  |       | Ford S-Max I    | 2006-2010 | 235.890   |
|        | Ford Escort              | 1968-1970 | 258.205   |  |       | Ford Galaxy II  | 2006-2010 | 120.192   |
|        | Ford Taunus P7 20M       | 1969-1970 | 19.534    |  |       | Ford Mondeo IV  | 2007-2010 | 567.582   |
|        | Ford Taunus              | 1970-1982 | 2.695.796 |  |       | Ford Mondeo IVb | 2010+     |           |
|        | Ford Sierra I            | 1982-1992 | 2.741.713 |  |       | Ford S-MAX Ib   | 2010-2015 |           |
|        | Ford Mondeo I            | 1992-1996 | 1.362.538 |  |       | Ford Galaxy IIb | 2010-2015 |           |